# Seth Low
Seth Low (né le 18 janvier 1850 à Brooklyn, mort le 17 septembre 1916) a été le 90e maire de New York, du 1er janvier 1902 au 31 décembre 1903. Il était républicain.